# Vittorio Lazzarini
Vittorio Lazzarini (* 7. Dezember 1866 in Venedig; † 12. Juli 1957 in Padua) war ein italienischer Politiker und Historiker, Diplomatiker und Paläograph, der sich vor allem mit dem venezianischen Spätmittelalter befasste.

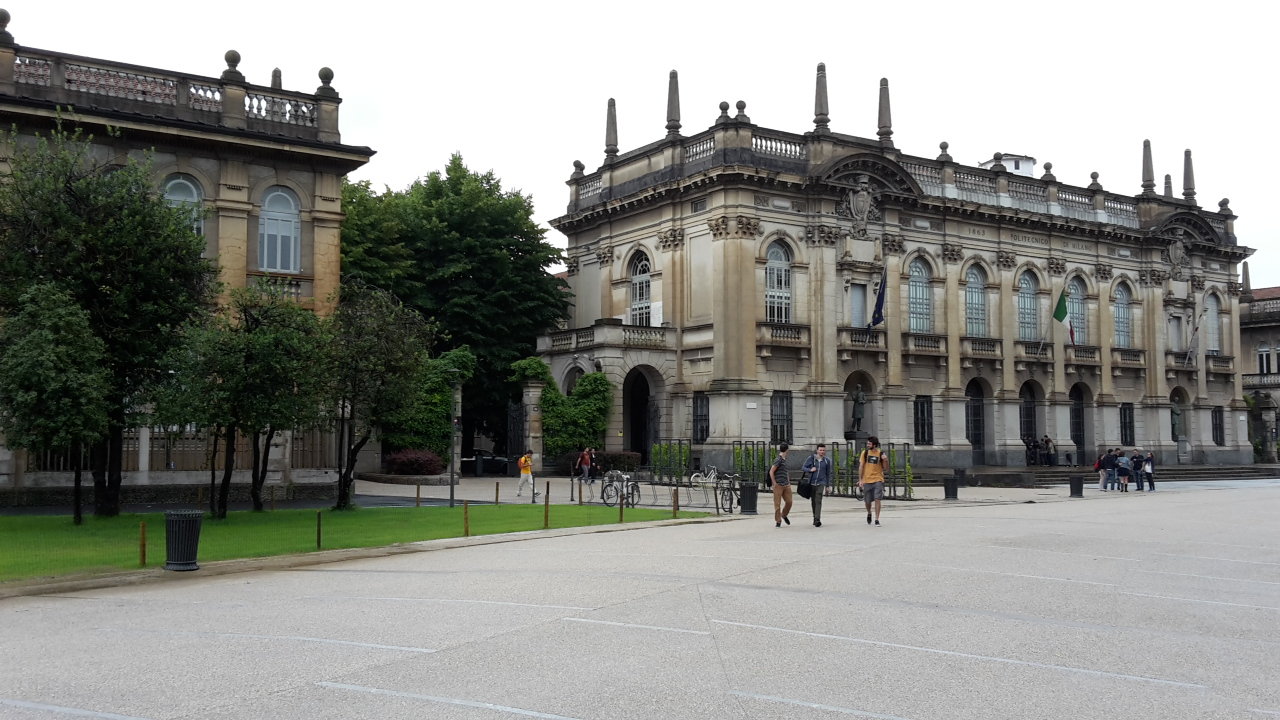
Eingang zum Mailänder Politecnico, wo Lazzarini sich von den technischen Fächern abwandte

## Leben und Werk
Lazzarini wurde als Sohn des Giuseppe und der Luigia Visinoni 1866 in Venedig geboren. Von seinem Vater zur Aufnahme eines technischen Studiums gedrängt, schrieb er sich in der Industriesektion des Istituto Paolo Sarpi in Venedig ein, spezialisierte sich auf Schiffbau und ging ans Politecnico von Mailand. Doch gab er dieses Studium bereits nach drei Monaten auf, um sich den Geisteswissenschaften zuzuwenden.
Binnen eines Jahres lernte er Latein und Griechisch und konnte sich so in Bologna einschreiben, wo er bei Giosuè Carducci hörte. Nach zwei Jahren wechselte er nach Padua, wo er bei Giuseppe De Leva, Guido Mazzoni und vor allem Andrea Gloria studierte, der ihm die Paduaner Geschichte näherbrachte, sowie die Paläographie. Seine Laurea erlangte Lazzarini 1889 im Fach Geschichte an der Universität Padua, doch wurde er zunächst als Consigliere comunale Politiker in Venedig zwischen 1892 und 1893. Dabei gehörte er als Mazzinianer der radikalen venezianischen Gruppe der Fratelli Bandiera an. Auch diese potentielle Karriere gab er zugunsten einer Berufung an das Istituto tecnico von Trapani auf, doch räumte er auch diesen Posten bereits nach einem Trimester.
Seine akademische Abschlussarbeit hatte sich mit der Verschwörung des Marino Falier befasst (1355), wobei er rund 250 Regesten anfügte, in denen er Quellen zusammenfasste, die zu großen Teilen noch unpubliziert waren.
1895 ging er nach Padua, wo er als Assistent an den Musei civici agli Eremitani arbeitete. Deren Direktor wurde er 1903, bis er 1910 diese Position aufgab, um Professor für Paläographie und Diplomatik an der Universität Padua zu werden. Dort lehrte er von 1910 bis 1936. Er wurde Dekan der Facoltà di lettere und Direktor der Scuola storico-filologica delle Venezie sowie Socio des Istituto Veneto di Scienze, Lettere ed Arti. Dies hing damit zusammen, dass er mit seinen ständigen Aufenthalten im Staatsarchiv Venedig zu einem der besten Kenner der venezianischen Quellenbestände geworden war. Dazu passt, dass er 1894 Socio der Deputazione veneta di storia patria, dann von 1916 bis 1919 ihr Präsident war; dann arbeitete er im Direktorium des Archivio Veneto über Jahrzehnte mit, war Socio des Istituto veneto di scienze, lettere ed arti, wo er ab 1903 socio corrispondente, 1921 bis 1934 Vizesekretär und 1934 bis 1945 Vizepräsident war. Daneben war er im Beirat der Fondazione Querini Stampalia (1914–1919), im Comitato nazionale per il latino dell'Alto Medioevo, dem er vorsaß, ab 1901 gehörte er der Accademia Patavina an, der er 1928 bis 1930 und 1931 bis 1932 vorsaß. Dann war er Socio der Accademia dei Concordi di Rovigo (ab 1919), der Deputazione toscana di storia patria (ab 1922), der Società dalmata di storia patria (ab 1927) sowie von 1935 bis 1953 Mitglied des Rates des Istituto di studi adriatici.
Lazzarinis Schwerpunkt lag auf der Geschichte der Republik Venedig, vor allem dem 14. Jahrhundert und der Frühzeit. Er befasste sich aber auch mit Kultur und Kunst, darin insbesondere mit der Schule des Malers Francesco Squarcione (1397–1468).
Daneben trat er mit Arbeiten zur Verschwörung des Marin Faliero, zum Chioggia-Krieg, aber auch zu den Carrara hervor. Auf dem Gebiet der Kunst befasste er sich schon in seiner ersten Publikation mit den Rimatori veneziani del sec. XIV, oder sammelte Quellen zur Paduaner Malerei. In den 1938 erschienenen Scritti di paleografia e diplomatica versammelten sich Arbeiten zur Schreibschule von Verona des 9. Jahrhunderts, zu einer 1895 entdeckten Inschrift aus dem byzantinischen Torcello, die auf 639 datiert worden war, zur Papierfertigung im mittelalterlichen Venetien oder zur frühesten Phase der venezianischen Kanzlei.

## Veröffentlichungen (Auswahl)
- Rimatori veneziani del sec. XIV, Padua 1887.
- Scuola Calligrafica Veronese del secolo IX, in: Memorie del R. Istituto Veneto di Scienze, Lettere ed Arti XXVII,3, Venedig 1904.
- als Herausgeber: Documenti relativi alla pittura padovana del secolo XV. Istituto veneto di arti grafiche, Venedig 1908 (Digitalisat).
- Proprietà e feudi, offizi, garzoni, carcerati in antiche leggi veneziane, Edizioni di Storia e letteratura, Rom 1960.
- Marino Faliero. Avanti il dogado. La congiura. Appendici, Sansoni, Florenz 1963.
- Scritti di paleografia e diplomatica, Venedig 1938; 2. erweiterte Auflage, Padua 1969.